# 極主夫道
『極主夫道』（ごくしゅふどう）は、おおのこうすけによる日本の漫画。元・ヤクザの主夫業の日常を描いたアットホーム任侠コメディ。
2018年2月23日からウェブコミックサイト『くらげバンチ』に短期連載されたのち、同年5月18日から本連載を開始。2021年8月時点で単行本の累計発行部数は400万部を突破している。
2020年10月11日から、玉木宏の主演でテレビドラマ化された。2021年11月に映画化が発表され、2022年に公開。
2021年春にはアニメ化され、Netflix独占で全世界配信。
助野嘉昭&らふすけっちによる本作品のスピンオフ読み切り『クライムキャッチポリキュア☆』が『くらげバンチ』にて2021年6月25日に掲載。主人公の妻・美久が好きなアニメを題材として描かれている。

## 登場人物
担当声優は単行本発売記念CM・PV / アニメ版の順に表記。担当俳優は実写PV版 / 実写ドラマ版の順に表記している。一人のみの記載の場合は声優はCM・PV版、俳優は実写ドラマ版でのキャスト。
龍（たつ）
声 - 津田健次郎 / 同左
演 - 津田健次郎 / 玉木宏
本作品の主人公。「不死身の龍」と呼ばれた元最凶のヤクザで、かつての辰崎組（ドラマ版では天雀会）の構成員。ドスの効いた関西弁で話す。美久との結婚を機にヤクザ稼業から足を洗い、専業主夫となった。
調理、洗濯、掃除を始めとする家事やそれに用いる道具から、近所のスーパー特売や商店街に町内会、地域のイベント情報に通じた家事全般の達人である。言動から元ヤクザ稼業の隠語などが抜け切っていないことやその風貌のため、たまに会話相手とのコミュニケーションに大きな乖離が見られる。基本的に真面目で折り目正しい人物ではあるものの、良い意味でも悪い意味でも体裁を気にしない。その真面目さで主夫としてのスキルを着実に伸ばしていく一方、物事に集中するあまり周囲が見えなくなることもある。酒を飲むと目を開けたまま眠ってしまうなど、酒にはあまり強くないと思われる。
ドラマ版では、血の繋がりのない娘の向日葵がおり、「龍」と呼び捨てにされ冷めた態度をとられることが多い。美久との出会いについても、今から2年前に美久のアルバイト先のファミレスに雅とともに訪れたことがきっかけという、ドラマ版オリジナルのエピソードが描かれた。
美久（みく）
声 - 坂本真綾 / 伊藤静
演 - 川口春奈
龍の妻で26歳。職業はデザイナーのキャリアウーマン。家事の腕は料理を始め、父親に似て大雑把で酷い。コーラの愛飲者であり、ゲームやアニメ好き。作中アニメの『クライムキャッチポリキュア☆』（ドラマ版では『ネオポリスガール』）のマニアである。
ドラマ版では、大学時代に儲けたしっかり者の娘・向日葵がいる。
雅（まさ）
声 - 鈴村健一 / 興津和幸
演 - 志尊淳
辰崎組（ドラマ版では天雀会）の元構成員で龍の舎弟。
ドラマ版では喫茶店のウェイトレス・大前ゆかりに一目惚れし、彼女に果敢にアプローチする。
虎二郎（とらじろう）
声 - 細谷佳正 / 同左
演 -  滝藤賢一
龍と並ぶ伝説と「剛拳の虎」の異名を持つ超武闘派の元ヤクザ。かつての抗争で鬼瓦刑務所に服役し、出所後は所属していた組が潰れていたため、フォルクスワーゲン・タイプ2のキッチンカーでクレープやタピオカティーなどの移動屋台などで生計を立てている。料理の腕前もさることながら、特にお菓子作りに関しては本業ということもあり龍に引けを取らない。酒を飲むと何かにつけて自分を責めて泣き始める泣き上戸。
G-Goda
声 - 木村昴 / 同左
本名は剛田。かつて龍に潰された平子組の元構成員。現在はラッパーとして生きており、街で龍に出会う度にフリースタイルのラップバトルを仕掛ける。
警官 / 酒井タツキ・佐渡島
声 - 野川雅史・柳田淳一
演 - 中優一郎 / 古川雄大・安井順平
龍が住む街の警察官。基本的に2人1組（実写PVは単独）で街をパトロールしており、度々龍を職務質問や追跡している。
銀
声 - 梶裕貴 / M・A・O
演 - マシロ
龍と美久の飼い猫。その日常が単行本巻末のおまけに描かれている。風呂が嫌い。

## CM・実写PV
2018年8月3日、龍の声を津田健次郎が演じる単行本第1巻発売記念CMPVが公開された。以降、単行本発売ごとに津田の他にゲスト声優を起用した発売記念CMPVが公開されている。
2019年12月27日には実写CM PVが公開された。津田健次郎が龍、中優一郎が警官の役で、坂本真綾が美久の声を演じた。
- 『極主夫道』（著：おおのこうすけ）コミックス1巻発売記念PV
- 『極主夫道』（著：おおのこうすけ）コミックス第2巻発売記念PV
- 『極主夫道』（著：おおのこうすけ）コミックスCMPV（3巻）
- 『極主夫道』（著：おおのこうすけ）コミックス第4巻発売記念PV
- 『極主夫道』（著：おおのこうすけ）実写版PV 監督：津田健次郎 / 矢崎隼人
- 『極主夫道』（著：おおのこうすけ）コミックス第5巻発売記念PV

## 賞歴・ノミネート歴
| 発表年 | 賞                                   | 部門             | 対象     | 結果 |
| ------ | ------------------------------------ | ---------------- | -------- | ---- |
| 2018   | このマンガがすごい！2019             | オトコ編         | 極主夫道 | 8位  |
| 2018   | 第4回次にくるマンガ大賞              | Webマンガ部門    | 極主夫道 | 3位  |
| 2019   | みんなが選ぶTSUTAYAコミック大賞2019  | －               | 極主夫道 | 5位  |
| 2019   | 全国書店員が選んだおすすめコミック   | －               | 極主夫道 | 2位  |
| 2020   | 第4回みんなが選ぶTSUTAYAコミック大賞 | －               | 極主夫道 | 5位  |
| 2020   | 第32回アイズナー賞                   | 最優秀ユーモア賞 | 極主夫道 | 受賞 |

## 書誌情報
- おおのこうすけ『極主夫道』新潮社〈BUNCH COMICS〉、既刊15巻（2025年1月8日現在）
  1. 2018年8月9日発売[13]、ISBN 978-4-10-772104-4
  2. 2018年12月7日発売[14]、ISBN 978-4-10-772137-2
  3. 2019年6月8日発売[15]、ISBN 978-4-10-772191-4
  4. 2019年12月9日発売[16]、ISBN 978-4-10-772238-6
  5. 2020年6月9日発売[17]、ISBN 978-4-10-772291-1
  6. 2020年11月9日発売[18]、ISBN 978-4-10-772339-0
  7. 2021年3月9日発売[19]、ISBN 978-4-10-772368-0
  8. 2021年9月9日発売[20]、ISBN 978-4-10-772419-9
  9. 2022年3月9日発売[21]、ISBN 978-4-10-772482-3
  10. 2022年7月7日発売[22]、ISBN 978-4-10-772516-5
  11. 2023年1月7日発売[23]、ISBN 978-4-10-772562-2
  12. 2023年7月7日発売[24]、ISBN 978-4-10-772619-3
  13. 2023年12月8日発売[25]、ISBN 978-4-10-772672-8
  14. 2024年5月9日発売[26]、ISBN 978-4-10-772714-5
  15. 2025年1月8日発売[27]、ISBN 978-4-10-772788-6

## テレビドラマ
2020年10月11日から12月13日まで、読売テレビ制作・日本テレビ系「日曜ドラマ」枠で毎週日曜 22時30分 - 23時25分に放送された。主演は玉木宏で、第5話放送終了後からHuluにてオリジナルストーリー『3年辰組 極主夫先生』（全6話）が配信された。2022年5月27日には金曜ロードショーにて、これまでのダイジェストと映画紹介に加えテレビシリーズから1年半後を描いた6つの新作エピソードが含まれた『極主夫道 爆笑！カチコミSP』が放送される。なお、Da-iCEが歌う主題歌の「CITRUS」は翌年の第63回日本レコード大賞で大賞を受賞している。

### キャスト
- 黒田龍 - 玉木宏
- 黒田美久 - 川口春奈[32]
- 黒田向日葵[注釈 2] - 白鳥玉季[33]
- 銀 - マシロ[34]
- 赤宮雅 - 志尊淳[35]
- 江口雲雀 - 稲森いずみ[36]
- 江口菊次郎 - 竹中直人[36]
- 酒井タツキ - 古川雄大[37]
- 佐渡島幸平 - 安井順平[38]
- 大前ゆかり[注釈 2] - 玉城ティナ[39]
- 遠野誠 - 水橋研二[38]
- 三宅亮 - 本多力[38]
- 田中和子 - MEGUMI[38]
- 太田佳世 - 田中道子[38]
- 立花ユキ - 新津ちせ[38]
- 白川虎二郎 - 滝藤賢一[40]
- 大城山國光 - 橋本じゅん[38]
- 井田昇 - 中川大輔[38]
- 岡野純 - 片岡久道[38]
- 老舗スーツ屋店主 - くっきー![41]
- 料理教室の先生 - 和田明日香

#### ゲスト
- 第2話
  - 山本明美（水竜町婦人会・会長） - 映美くらら
- 第3話
  - 千金楽寿喜（PTA会長） - 鈴木浩介[42]
  - 千金楽綾香 - 鈴木亜美[42]
  - 千金楽富雄 - 田村優祈
- 第4話
  - 美久の母 - YOU（第5話）[43]
  - 美久の父 - 正名僕蔵（第5話）[43]
  - 美久の上司 - 今野浩喜（第5話）
- 第5話
  - 車で龍を撥ねた女 - りんごちゃん
  - 美久がファミレスで働いていた時の同僚 - 大原優乃
- 第6話
  - 本人役 - 大野雄大（Da-iCE）[44]
  - 本人役 - 岩岡徹（Da-iCE）[44]
  - タケシ - 栁俊太郎
- 第7話
  - ネオポリスガール（声の出演） - 内田真礼[45]
  - くまさんベアーズ・大熊 - 坂井良多（鬼越トマホーク）[46]
  - 佐渡島の上司 - 藤原光博（リットン調査団）[46]
  - おもちゃ屋の店長 - 山本博（ロバート）[46]
- 第8話
  - 福田（八竜会理事長）- 石田ひかり[47]
  - リサ（カフェのオーナー）- 馬場ふみか[48]
  - アイナ（店員1） - 山谷花純[48]
  - マリカ（店員2） - 川口葵[48]
- 第9話
  - 医師 - 眞島秀和[49]
  - 向日葵の友達の母親 - 国生さゆり[49]
  - お京（情報屋） - 水野美紀[50]
- 最終話
  - 風邪のウイルス - 蝶野正洋[51]
- 爆笑！カチコミSP
  - 新川寛（向日葵の友達） - 柴崎楓雅　※名乗ったのが「しんかわひろし」というセリフだけであり、正しい表記は不明

### ナレーション
- 大塚明夫（第1話）[52]
- 日野聡（第2話）[53]
- 津田健次郎（第4話、なお、津田はNetflixオリジナルアニメ版で黒田龍のCVを務めている）[54]
- 山寺宏一（第9話）[55]
- 竹内涼真（最終話）[56]
- 千葉繁、松元真一郎（SP「はじめてでもわかる極主夫道」の部分）

### スタッフ
- 原作 - おおのこうすけ『極主夫道』（くらげバンチ / 新潮社連載中）[28]
- 脚本 - 宇田学、モラル
- 監督 - 瑠東東一郎、内藤瑛亮、本田隆一
- 音楽 - 瀬川英史
- 主題歌 - Da-iCE「CITRUS」（avex trax）[57]
- サウンドデザイン - 石井和之
- ボディペイント - 竹林弘、竹林美奈子
- 法律監修 - 室谷光一郎、堀ノ内佳奈
- 方言指導 - 山本篤、藤原未来
- 家事監修 - 高橋ゆき（株式会社ベアーズ）
- アクションコーディネーター - 富田稔
- 特殊かつら - 江川悦子（メイクアップディメンションズ）
- チーフプロデューサー - 前西和成
- プロデューサー - 中山喬詞、清家優輝（ファインエンターテインメント）
- 共同プロデューサー - 池田健司（日本テレビ）
- CMナレーション - 千葉繁
- 制作協力 - ファインエンターテイメント
- 制作著作 - 読売テレビ

### 放送日程
| 話数                                                                        | 放送日         | サブタイトル                                                | ラテ欄                                                           | 脚本                     | 監督                         | 視聴率 |
| --------------------------------------------------------------------------- | -------------- | ----------------------------------------------------------- | ---------------------------------------------------------------- | ------------------------ | ---------------------------- | ------ |
| 第1話                                                                       | 2020年10月11日 | 玉木宏が元極道の専業主夫に! 仁義なきヒューマン任侠コメディ! | 伝説の元極道が専業主夫に! 家事に命をかける任侠コメディ開幕       | 宇田学                   | 瑠東東一郎                   | 11.8%  |
| 第2話                                                                       | 10月18日       | 玉木宏が元極道の専業主夫に! 仁義なきスイーツ対決&主婦抗争!  | 仁義なきスイーツ対決! 激闘! 主婦の抗争が勃発!                    | 宇田学                   | 内藤瑛亮                     | 10.1%  |
| 第3話                                                                       | 10月25日       | 最強主夫がPTAに入門!? ハロウィンに仮装カチコミ!             | PTAに入門!? ハロウィン会にカチコむ最強主夫!                      | モラル                   | 内藤瑛亮                     | 09.2%  |
| 第4話                                                                       | 11月01日       | 夫婦の最大危機! 両親がガサ入れ!? 不死身のキャッチボール     | 大事件! 最愛夫婦の最大危機!? 両親が突撃ガサ入れ                  | 宇田学                   | 瑠東東一郎                   | 09.8%  |
| 第5話                                                                       | 11月08日       | 知られざる夫婦の結婚秘話! 大恋愛の隠された真実が明らかに    | 大恋愛! 知られざる夫婦の結婚秘話と隠された真実                   | 宇田学                   | 瑠東東一郎                   | 09.6%  |
| 第6話                                                                       | 11月15日       | 最強主夫に弟子入り! スパルタ家事修業&デートにカチコミ!      | 急展開! 初デートにカチコミ&スパルタ家事修業!                     | モラル                   | 本田隆一                     | 08.6%  |
| 第7話                                                                       | 11月22日       | オタク愛が爆発! フィギュア抗争! まさかの大失態で大奔走!     | 大騒動! フィギュア抗争勃発&黒い交際で逮捕!?                      | モラル                   | 本田隆一                     | 07.4%  |
| 第8話                                                                       | 11月29日       | 絶体絶命! スイーツギャング襲来&婦人会の最強ラスボス参戦     | スイーツギャング襲来! 婦人会ラスボス参戦で危機                   | モラル                   | 内藤瑛亮                     | 08.3%  |
| 第9話                                                                       | 12月06日       | ついにクライマックス! 愛する娘が失踪…家族崩壊の危機!?       | 最終章! 愛娘失踪で家族崩壊!? 豪華ゲストも襲来!                   | 宇田学                   | 瑠東東一郎                   | 07.7%  |
| 第10話 (最終話)                                                             | 12月13日       | ありがとう龍… さようなら龍… 笑いと涙の最後のカチコミ!       | 最後のカチコミ! 笑いと涙のさようなら最強主夫!! 豪華ゲストも集結! | 宇田学                   | 瑠東東一郎                   | 09.7%  |
| SP                                                                          | 2022年5月27日  |                                                             |                                                                  | 宇田学（新作ドラマ部分） | 瑠東東一郎（新作ドラマ部分） |        |
| 平均視聴率 9.2%（視聴率はビデオリサーチ調べ、関東地区・世帯・リアルタイム） |                |                                                             |                                                                  |                          |                              |        |

- 第7話は『SMBC日本シリーズ 第2戦 読売ジャイアンツ×福岡ソフトバンクホークス』戦の放送延長に伴い、65分遅れの23時35分 - 翌23日0時30分に放送された。

| 日本テレビ系列 日曜ドラマ                                    | 日本テレビ系列 日曜ドラマ                                 | 日本テレビ系列 日曜ドラマ                                                     |
| 前番組                                                       | 番組名                                                    | 次番組                                                                        |
| ------------------------------------------------------------ | --------------------------------------------------------- | ----------------------------------------------------------------------------- |
| 親バカ青春白書 （2020年8月2日 - 9月13日） 【日本テレビ制作】 | 極主夫道 （2020年10月11日 - 12月13日） 【読売テレビ制作】 | 君と世界が終わる日に （2021年1月17日 - 3月21日） 【日本テレビ・Hulu共同制作】 |

## 実写映画
上記テレビドラマ版の続編として『極主夫道 ザ・シネマ』（ごくしゅふどう ザ・シネマ）のタイトルで2022年6月3日に公開。テレビドラマ版に引き続き玉木が主演を務める。

### キャスト（実写映画）
- 黒田龍：玉木宏
- 黒田美久：川口春奈
- 赤宮雅：志尊淳
- 酒井タツキ：古川雄大
- 大前ゆかり：玉城ティナ
- 田中和子：MEGUMI
- 佐渡島幸平：安井順平
- 太田佳世：田中道子
- 黒田向日葵：白鳥玉季
- 遠野誠：水橋研二
- 三宅亮：本多力
- 老舗スーツ屋店主：くっきー!（野性爆弾）
- 井田昇：中川大輔
- 岡野純：片岡久道
- 佳純：新川優愛
- 和馬：渡辺邦斗
- 山本：猪塚健太
- 加藤：藤田朋子
- 白石先生：安達祐実
- 大城山國光：橋本じゅん
- 虎春：松本まりか
- 白川虎二郎：滝藤賢一
- 近藤：吉田鋼太郎（特別出演）
- 江口雲雀：稲森いずみ
- 江口菊次郎：竹中直人
- ナレーション：田中圭[73]
- 誘拐犯：ファイヤーサンダー

### スタッフ（実写映画）
- 原作：おおのこうすけ『極主夫道』（新潮社バンチコミックス刊）
- 監督：瑠東東一郎
- 脚本：宇田学、瑠東東一郎
- 音楽：瀬川英史
- 主題歌：Creepy Nuts「2way nice guy」（ソニー・ミュージックレーベルズ）
- 製作：竹内寛、沢桂一、ウィリアム・アイアトン、森川真行、葵てるよし
- 企画：高津英泰、宮本典博
- エグゼクティブプロデューサー：前西和成、伊藤響
- プロデューサー：中山喬詞、清家優輝
- 共同プロデューサー：吉田卓麻、伊藤卓哉
- アソシエイトプロデューサー：今渕泰史、古林茉莉
- 撮影：高野学
- 照明：坂本心
- 録音：池谷鉄兵
- 選曲：石井和之
- 音響効果：大塚智子
- 美術：別所晃吉
- アートコーディネーター：矢島幹之
- 装飾：早坂英明
- 衣装：木村美姫
- ヘアメイク：花村枝美
- 編集：二宮心太
- VFXスーパーバイザー：鎌田康介
- スクリプター：松田理沙子
- 監督補：松下敏也
- 制作担当：中村哲
- 制作プロデューサー：庄島智之
- 配給：ソニー・ピクチャーズ エンタテインメント
- 制作プロダクション：ファインエンターテイメント
- 製作幹事：読売テレビ放送
- 共同幹事：日本テレビ放送網
- 製作：「極主夫道 ザ・シネマ」製作委員会（読売テレビ放送、日本テレビ放送網、ソニー・ピクチャーズ エンタテインメント、ファインエンターテイメント、アオイコーポレーション、札幌テレビ放送、宮城テレビ放送、静岡第一テレビ、中京テレビ放送、広島テレビ放送、福岡放送、読売テレビ・日本テレビ系全国21社）

### エピソード
映画から登場の松本は広島弁を喋る元レディース役。役作りとして実際に元レディースの総長と話をしたという。

## アニメ
2021年4月8日よりNetflixで独占配信開始。同年8月からTOKYO MX、BS11、読売テレビでも放送。
パート2は同年10月7日よりNetflixにて配信中。2022年4月からはMXでも放送開始。
シーズン2は2023年1月にNetflixで配信中。

### スタッフ（アニメ）
- 原作 - おおのこうすけ
- 監督・絵コンテ・演出 - 今千秋
- シリーズ構成・脚本 - 山川進
- 美術監督 - 氏家こはく
- 色彩設計 - 日野亜朱佳
- 撮影監督 - 八木祐理奈
- 編集 - 山岸歩奈美
- 音響監督 - 明田川仁
- 音楽 - 吟
- アニメーション制作統括 - 松倉友二
- アニメーション制作プロデューサー - 松尾洸甫
- 制作協力 - アセンション
- アニメーション制作 - J.C.STAFF
- 企画・製作 - Netflix

### 主題歌（アニメ）
オープニング主題歌「シュフノミチ」およびエンディング主題歌「極・夫婦街道」（きわみ・めおとかいどう）は、作詞・作曲を大澤敦史、編曲・歌唱を打首獄門同好会が担当する。
また、挿入歌として作詞・作曲・編曲を吟、歌を今千秋が担当した「クライムキャッチポリキュア☆」が使用される。

### おまけシリーズ
龍役の津田健次郎が本人役で主演する実写ミニドラマ『極工夫道』が、8月29日よりNetflixで配信。地上波ではアニメとのセット放送になっている。